# Rhinocricus demelloi
Rhinocricus demelloi är en mångfotingart som beskrevs av Karl Wilhelm Verhoeff 1943. Rhinocricus demelloi ingår i släktet Rhinocricus och familjen Rhinocricidae. Inga underarter finns listade i Catalogue of Life.